# Јанко Б. Вучинић
Јанко Б. Вучинић (Рогами, Пипери, 24. јануар 1913 — Подгорица, 7. август 1994) је био црногорски и српски писац за дјецу и одрасле, сликар, вајар, скупљач народних умотворина и умјетнички фотограф.

## Биографија

### Школовање и радни ангажман
Школовање започиње у четворогодишњој школи родног села у Пиперима, дoк Hижу Гимназију завршава у oближњoj Подгорици. Прво радно искуство стиче у Шумској управи Зетске области/бановине у Подгорици 1928/31и 1931/33. Школовање наставља у стручној Државној мушкој занатској школи- електро-машинско одјељење 1934/37у Скопљу. По завршеном школовању ради у лимарско-браварској радњи на Цетињу код Д. Вукчевића 1937/38, одакле, од 1938/40 прелази у Фабрику авиона у Краљеву гдје постаје и члан КПЈ. У Подгорици се 1940. отвара нова Државна мушка занатска школа у којој добија намјештење за занатског учутеља- приправника.

### Други свјетски рат
Окупација у априлу 1941. га затиче на радном мјесту. Активно се прикључује Тринаестојулском устанаку као борац Рогамске чете Пиперског батаљона, из којег по слому устанка бива упућен, по налогу Партије, на градски терен тзв. „блок“ ради илегалног рада, у састав засебног Загоричког вода под командом кучког батаљона „Марко Миљанов“. По повлачењу НОП одреда из Црне Горе, крајем марта 1942. и њиховог преласка у Западну Босну долази до свеопшетег колапса ослободилачког покрета, чиме престаје и његово активно учествовање у НОП-у. Ухапшен је 18. априла 1942, а крајем истог мјесеца остаје и ван радног односа. Из злогласне Јусоваче Архивирано на веб-сајту  (14. март 2016) пуштен је 20. јуна исте године, од када све до ослобођења Подгорице 19. децембра 1944, активно сарађује са НОП-ом повремено обављајући задатке од интереса за исти. До краја рата ,5. маја 1945, обављао функцију секретара сеоског НОО-Загорич.

### Послијератни период
По окончању рата кратко ради у Никшићкој гимназији, до почетка 1946, а потом у истом граду и исте године, и као хонорарни управник Стручне продужене школа по рјешењу Министарства индустрије и рударства. С овог прелази, али овај пут са звањем стручног учитеља просвјетно-научне струке, такође на мјесто управника у Стручној школи за занатство и индустрију и дому ученика централне радионице за Црну Гору „Металац“ преименоване у творницу „Радоје Дакић“ у Подгорици- Титограду. Због сумњи да подржава Резолуцију Информбироа бива отпуштен из службе. Послије годину дана упошљен је у Лимарској радионици ГИЗП Титоград, , одакле почетком 1952. прелази на мјесто стручног учитеља практичне наставе, Стручне школе ученика у индустрији и занатству - привреди, гдје и ради до пензионисања 1974. Дане у „мировини“ у потпуности испуњава плодоносном стваралачким радом у кругу своје породице.

## Стваралаштво
Своју прву пјесму, "Над гробљем", је објавио у недјељу деветог августа, давне 1931. године у подгоричкој Зети.
Пролетјеле су од тада, како наводи његов колега по стиху, Душан Ђуришић: „…као немирне птице, шездесет три године стваралачких узлета и клонућа, стрепњи и надања, напора да се остварено превазиђе бољим, савршенијим.“ и тако:„ Тихо и ненаметљиво проживио је свој мукотрпни дуги вијек „с бодљама у себе окренутим“, како је давно, о људима сличним Јанку Б. Вучинићу рекао пјесник Александар Ивановић“.
Сарађивао је са преко тридесетак листова, часописа и подлистака за најмлађе, широм негдашње Југославије, објавио је преко 180 пјесама и прича за дјецу. Многе од њих су му преведене на мађарски, чешки, словачки, бугарски, македонски, русински и друге језике, заступљен је у антологијама, зборницима, читанкама. Налазе се у "Политици за децу Архивирано на веб-сајту  (4. март 2016)", "Змају", "Осмјеху", „Веселој свесци“, „Малим новинама", "Модрој ласти", „Галебу“, "Новој Македонији", "Другарчету", "Нашем коутеку", " Нашим пионирима Архивирано на веб-сајту  (5. март 2016)", "Побједа за дјецу", "Јединству", "Дечјем дневнику Архивирано на веб-сајту  (7. март 2016)", "Тик-таку" и другдје...
Јанко Б. Вучинић, је био дугогодишњи активни члан Удружења изворних ликовних умјетника Црне Горе и један од оснивача Удружења црногорских писаца за дјецу и младе. Његово име је заступљено у црногорским, југословенским и страним књижевним антологијама за дјецу и одрасле и лексиконима културе.

## Објављена дјела

### Збирке пјесама за дјецу
- Сунце на длану. Уредник: Душан Ђуришић. „Багдала“: Крушевац, pp. 1– 48. Титоград: Ауторско издање. 1972
- Под сунчаним дахом. „Нови дани“: Београд, pp. 1– 32. Титоград: Народна библиотека „Радослав Љумовић“.1981

### Збирке пјесама за одрасле
- Уздах. Поговор: Душан Ђуришић. ИШ „Стручна књига“: Београд, pp. 1– 46. Земун: Пекограф. 1997

### Збирке прича и анегдота
- Црвена играчка. „Багдала“: Крушевац, pp. 1– 75. Титоград: Ауторско издање. 1971
- Коса и белеђија. „Покрет“: Подгорица, pp. 1– 49. Подгорица: Осмјех. 2002

### Лексикони
- Рацковић, Никола (1987): Прилози за лексикон црногорске културе. Космос: Београд, pp. 1– 227. Цетиње: Централна народна библиотека СР Црне Горе „Ђурђе Црнојевић“.
- Рацковић, Никола (2009): Лексикон црногорске културе. Calibris: Београд, pp. 1– 878. Подгорица: ДОБ.

### Антологије
- Радусиновић, Милош ур. (1998): Памтологија: југословенска поезија за дјецу. Покрет: Подгорица, pp. 1– 164. Подгорица: Покрет.
- Ђуришић, Душан ур. (2008): Сто пет писаца: из савремене црногорске књижевности за дјецу и младе. Специјал: Подгорица, pp. 1– 228. Подгорица: Удружење црногорских писаца за дјецу и младе.
- Секулић, Момир ур. (2003): Избор из савремене црногорске поезије за дјецу, друго издање, друго издање : Домаћа лектира за IV разред основне школе,. HJП Побједа: Подгорица, pp. 1 – 142. Подгорица: Завод за уџбенике и назтавна средства.

### Уџбеници
- Ратковић, Десанка (2006): Читанка за други разред основне школе: дванаесто издање. Обод: Цетиње, pp. 1– 125. Подгорица: Завод за уџбенике и наставна средства.